# Petra Müllejans
Petra Müllejans (* 8. März 1959 in Düsseldorf) ist eine deutsche Geigerin und Pädagogin. Sie ist Mitbegründerin des Freiburger Barockorchesters und unterrichtet Barockvioline an der Hochschule für Musik und Darstellende Kunst Frankfurt am Main.

## Leben und Wirken
Petra Müllejans erhielt ihren ersten Violinunterricht im Alter von acht Jahren an der Musikschule Meerbusch. Ebenfalls in Meerbusch machte sie bereits im Alter von 17 Jahren ihr Abitur. Mit 12 Jahren war sie als Jungstudentin an der Düsseldorfer Musikhochschule aufgenommen worden und setzte dort ihre Studien nach dem Abitur als Vollstudentin fort. Eine wichtige Wegbereiterin war ihr in Düsseldorf die Violinpädagogin, Musikwissenschaftlerin und Bachforscherin Helga Thoene. Mit 21 Jahren wechselte sie zu Rainer Kussmaul an die Hochschule für Musik Freiburg. Die Brüder Rainer und Jürgen Kussmaul, wie auch ihre Düsseldorfer Lehrerin, ebneten ihr neben der modernen Violine auch den Weg zur Alten Musik und zur Barockvioline. Studien bei Nikolaus Harnoncourt am Salzburger Mozarteum  ergänzten diese Ausbildung.
Gemeinsam mit Studienfreunden war Müllejans 1987 maßgebliche Mitgründerin des Freiburger Barockorchesters, das die historische Aufführungspraxis pflegt. Die musikalische Leitung des Orchesters teilte sie sich mit Gottfried von der Goltz. Zum Ende der Spielzeit 2016/17 gab sie ihren Anteil der Leitung an Kristian Bezuidenhout ab, ist aber weiterhin Ensemblemitglied. Sie wirkt außerdem im Freiburger BarockConsort mit, das sich aus Mitgliedern des Freiburger Barockorchesters zusammensetzt.
Müllejans tritt auch in anderen Formationen als Kammermusikerin und solistisch in Erscheinung. Sie ist Mitglied in dem seit 1998 bestehenden fünfköpfigen Ensemble „Hot & Cool“, das schwerpunktmäßig mit Klezmer und Tango auftriftt, aber auch mit Musik anderer Stile wie Jazz und Csárdás.
Müllejans ist Professorin für Barockvioline an der Hochschule für Musik und Darstellende Kunst Frankfurt am Main (HfMDK), laut der Website der HfMDK seit 20 Jahren (Stand 2023). Bei den Höri-Musiktagen, die seit 2017 jährlich in Öhningen stattfinden, leitet sie die im Jahr 2020 eingerichtete Barock-Akademie.
Im Jahr 2018 spielte sie acht Violinsonaten von Johann Sebastian Bach ein, darunter die sechs Sonaten für Violine und Cembalo.
Müllejans war mit Gottfried von der Goltz verheiratet und hat mit ihm zwei Kinder.